# Черногорлый цветной трупиал
Черногорлый цветной трупиал (лат. Icterus gularis) — вид птиц семейства трупиаловых.
Широко распространена в субтропической Среднешотландской низменности побережья Мексиканского Залива и на севере Центральной Америки, Тихоокеанском побережье и внутри страны. Также встречается на крайнем юге Техаса, в долине Рио-Гранде.
Достигая размера 25 см и веса 56 грамм, является самым крупным  представителем рода Icterus. Гнездятся в перемежающейся с открытыми пространствами лесистой местности. Гнездо — очень длинный мешочек, прикреплённый к концу горизонтальной ветви дерева, иногда к телефонным проводам.
Кормятся высоко в деревьях, иногда в подлеске. Главным образом, едят насекомых и ягоды.
Эти птицы — оседлые, и в отличие от перелетных иволг, них нет полового диморфизма: сложная окраска и узоры есть как у самцов, так и у самок.

## Внешние ссылки
- Altamira Oriole videos on the Internet Bird Collection
- Altamira Oriole photo gallery VIREO-(with pictures of hanging bird nests)